# 光谷四路站
光谷四路站位于中华人民共和国湖北省武汉市洪山区，是武汉地铁11号线的地铁车站。

## 车站结构
车站位于高新大道和光谷四路交叉路口，沿高新大道路中敷设。本站为地下两层岛式站台，地下一层为站厅层，地下二层为站台层。车站在高新大道两侧布置有5个出入口。此站可步行至光谷空轨高新大道站。

### 楼层分布
| 地面     | 地面               | 出入口                               |  |  |
| 地下一层 | 站厅               | 售票机、客服中心、武漢通充值、洗手間 |  |  |
| 地下二层 |                    | █ 11号线 往江安路（光谷生物园）      |  |  |
|          | 岛式站台，左侧开门 |                                      |  |  |
|          |                    | █ 11号线 往葛店南站（光谷五路）      |  |  |

### 車站出口
|          |      |          |                                     |
| 出口编号 | 照片 | 地点     | 可到达目的地                        |
| A        |      | 高新大道 | 光谷四路                            |
| B₁       |      | 高新大道 | 光谷四路、湖北广播电视传媒基地      |
| B₂       |      | 高新大道 | 光谷四路、光谷空轨                  |
| C        |      | 高新大道 | 光谷四路、中心城·西苑公园、中国光谷 |
| D        |      | 高新大道 | 光谷四路、鸡公山公园                |

## 运营信息
- 11号线首末班车时间

### 内部链接
- 武汉地铁车站列表